# Assedio di Knodsenburg
L'assedio di Knodsenburg fu un combattimento svoltosi dal 21 al 25 luglio 1591 presso il fortilizio di Knodsenburg, nel corso della guerra degli ottant'anni. Lo scontro fu noto anche come liberazione di Knodsenburg. L'assedio venne condotto dall'armata spagnola al comando di Alessandro Farnese, duca di Parma, mentre la fortificazione era difesa dagli olandesi comandati da Gerrit de Jongy, salvati poi dall'armata anglo-olandese comdandata da Maurizio d'Orange e da sir Francis Vere il 25 luglio. Gli spagnoli uscirono sconfitti dall'assedio e dovettero ritirarsi oltre il fiume Waal.

## Antefatto
Nel 1590 il principe Maurizio d'Orange decise di rafforzare le possibilità degli olandesi di assediare Nimega, costruendo un forte sopra un'ampia altura. Questo forte divenne noto col nome di Knodsenburg e venne posto sull'isola fluviale nella Batavia. Il duca di Parma era stato avvisato dei movimenti degli anglo-olandesi ed era già stato sconfitto da John Norreys nel 1585 nel tentativo di catturare quella posizione strategica. Dalla fine di luglio del 1590, il forte di Knodsenburg poteva dirsi completato.
Il duca di Parma decise ancora una volta di porre assedio alle fortificazioni ritenendo troppo grande il pericolo che esse rappresentavano per la città di Nimega. All'interno del forte vi era una piccola guarnigione composta da seicento uomini e un gran numero di cannoni al comando di Gerrit de Jong, ex comandante della guarnigione di Lochem, il quale era determinato a difendere con tutte le sue forze la città ma nel contempo attendeva l'arrivo di forze di supporto.
De Jong inviò un messaggio a Maurizio d'Orange il 15 luglio, il quale si trovava a Steenwijk, per mantenerlo informato dei movimenti degli spagnoli. Il 21 luglio De Jong lanciò l'allarme agi altri olandesi ma Maurizio era all'epoca impegnato in una campagna per riconquistare Zutphen, Deventer ed aveva già catturato Delfzijl. Le truppe spagnole al comando del duca di Parma si avvicinavano a Knodsenburg e Maurizio venne informato di questi movimenti ed iniziò quindi l'attraversamento della palude del Rouveen dove nessun altro esercito aveva mai osato passare in precedenza. Guglielmo Luigi di Nassau-Dillenburg nel frattempo venne lasciato a controllare la guarnigione spagnola di Groninga. Le forze passarono da Hasselt, Zwolle e quindi giunsero a Deventer, poi dal 18 luglio Maurizio attraversò il ponte di barche sul fiume IJssel a Zutphen e giunse ad Arnhem il 20 luglio.

## L'assedio

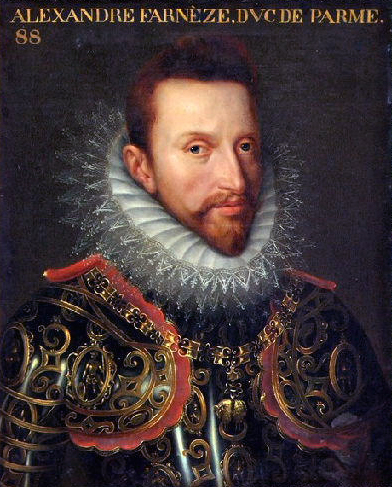
Alessandro Farnese, duca di Parma, in un ritratto di Otto van Veen

Il 21 luglio il duca di Parma circondò e pose assedio alla fortezza di Knodsenburg. Gerrit de Jong ed i suoi uomini tentarono di mantenere lontani gli assedianti sparando per tutto il giorno sulle loro posizioni. Sempre in quel giorno, il figlio di Peter Ernst I von Mansfeld-Vorderort, Filippo Ottaviano, venne colpito a morte da una palla di moschetto mentre si trovava sui bastioni della città.
La mattina successiva gli spagnoli assaltarono la fortificazione; De Jong ed i suoi uomini attesero sino a quando il nemico non fu entrato nel forte e improvvisamente aprirono il fuoco di sei cannoni contemporaneamente. I soldati spararono e quindi avanzarono con le loro picche, infliggendo in totale più di 200 perdite agli spagnoli, tra cui molti ufficiali. L'attacco venne respinto con perdite minori. Maurizio si era nel frattempo avvicinato alla città. Il giorno successivo, il duca di Parma aveva programmato un'ulteriore avanzata ma per le forti piogge aveva deciso di rimanere trincerato nelle proprie posizioni.

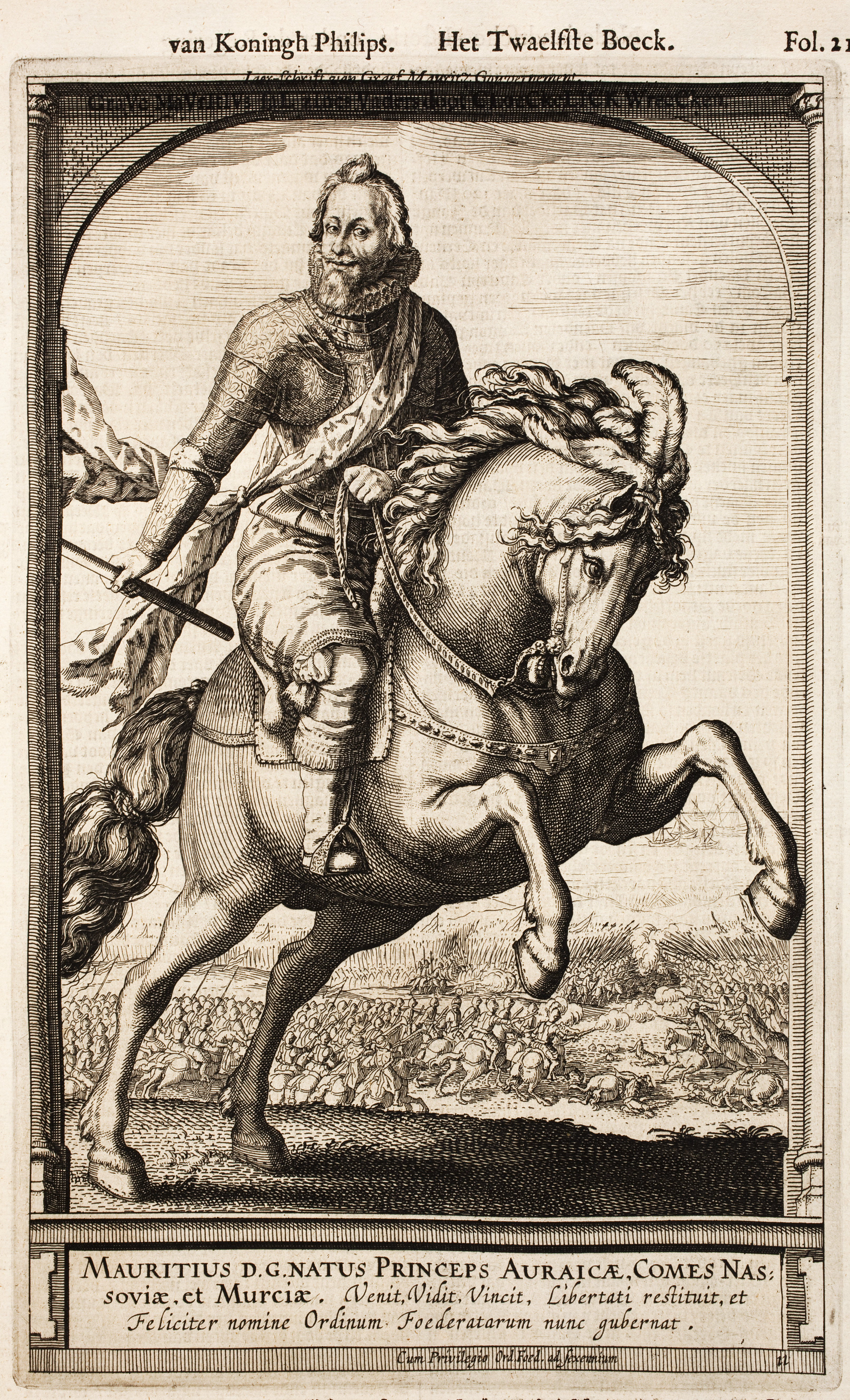
Maurizio di Nassau, principe d'Orange, dalla Historien der Nederlanden di Emanuel van Meteren.

il 23 luglio, Maurizio d'Orange si portò ancora più avanti al punto che venne avvistato dalle forze di ricognizione del duca di Parma. Le forze combinate anglo-olandesi erano composte in gran parte da un reggimento inglese, comandato da sir Francis Vere per un totale di più di 3000 uomini. Oltre a queste vi erano dieci compagnie di scozzesi al comando di William Balfour per un totale di 1300 uomini ed otto compagnie della contea tedesca di Solms con altri 1000 uomini, 900 uomini comandati da Filippo di Nassau, le compagnie di Famars (700 uomini) e di Van Brederode con altri 600 uomini. Coi rinforzi i soldati dell'esercito olandese raggiunsero gli 8000 fanti e 1200 cavalieri impegnati nello scontro.
Le truppe spagnole si erano dedicate nel frattempo al saccheggio di molti dei villaggi vicini nella regione della Batavia e lungo il Reno. Questa mossa venne fraintesa come una finta del duca di Parma, il quale pensavano volesse invece puntare sulla città di Arnhem e pertanto rinforzarono la guarnigione locale.
Maurizio analizzò le forze messe in campo dagli spagnoli per l'assedio: si trattava di 6-7000 fanti con 1800 cavalieri, e molti del primo gruppo erano dei tercios con esperienza. La distanza tra i due eserciti era i quattro o cinque miglia lungo la strada che conduceva da Arnhem a Nimega.
Il giorno 24 il duca di Parma sperava di condurre Maurizio in una trappola e mantenne le proprie posizioni chiave; il Farnese si preparava ad una battaglia a colpi di picca se l'assalto a Knodsenburg fosse stato respinto e per questo studiarono ulteriormente le mosse del nemico.

### La sconfitta del duca di Parma

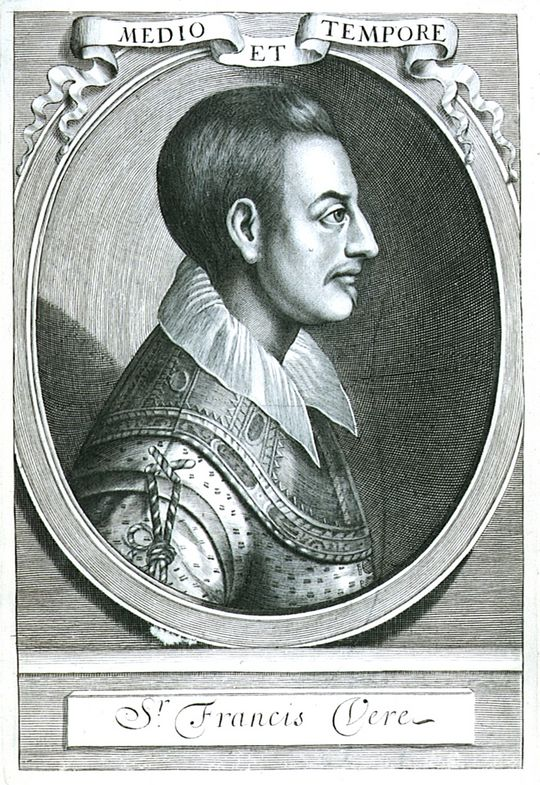
Francis Vere, ritratto di William Faithorne

Franics Vere decise di attuare un piano per trarre vantaggio dell'attività degli spagnoli e mise in campo 500 cavalieri e 1200 moschettieri e picchieri, una forza questa posta agli ordini di Maurizio d'Orange. A circa due terzi del percorso tra la città ed il campo anglo-olandese vi era un ponte verso il quale Vere si diresse dalle prime ore del giorno successivo. Inviò 200 cavalieri leggeri ad attaccare gli avamposti spagnoli e quindi questi ebbero l'ordine di ritirarsi lasciandosi inseguire dai veterani spagnoli. Nel frattempo, fece piazzare la sua fanteria tra i cespugli con un distaccamento presso il ponte e l'altro ad un quarto di miglio più indietro, ed il resto della cavalleria di retroguardia. Vere sperava di giocare il duca di Parma sul campo.
La cavalleria olandese ed inglese applicò una tecnica di "mordi e fuggi" e venne come prevista inseguita dagli spagnoli sino al raggiungimento del ponte. Vere ottenne l'effetto voluto e quindi scattò l'imboscata da parte dell cinque compagnie di fanteria che erano rimaste nascoste, preparando nel contempo la cavalleria all'azione. I veterani spagnoli vennero colti in pieno e si trovarono ben presto circondati in un fiero scontro che li decimò in gran parte. Solo pochi spagnoli riuscirono a fuggire e si ritirarono in disordine lasciando il duca di Parma completamente scoraggiato con forti perdite; 60 furono i morti nello scontro, 500 i prigionieri e 500 i cavalli morti; vennero catturate anche due bandiere reggimentali. Tra i prigionieri vi era anche il comandante Pietro Francesco Nicelli la cui insegna, con la rappresentazione di Cristo sulla croce, divenne preda personale di Vere. Le perdite per gli anglo-olandesi ammontarono a 2 morti e 10 feriti.
Dopo il respingimento delle forze del duca di Parma ed il fatto che la parte migliore del suo esercito era stata massacrata, questi decise che l'opzione migliore a quel punto era la ritirata. Il giorno 25 il duca di Parma decise di distrarre Maurizio dai suoi piani di conquista e incendiò l'accampamento degli spagnoli per coprire la sua ritirata oltre il fiume Waal, poco dietro Nimega. Questa manovra venne condotta personalmente da Ranuccio Farnese, primogenito del duca.
Quando videro allontanarsi gli spagnoli in maniera definitiva, gli anglo-olandesi compresero di aver vinto lo scontro.

## Conseguenze
Il duca di Parma e Maurizio si scontrarono qui ancora una volta mostrando il rispettivo valore sul campo di battaglia: se il principe Farnese non si attendeva l'arrivo immediato delle truppe di Maurizio, il principe d'Orange sull'altro fronte non si aspettava la ritirata del duca di Parma. Alessandro Farnese rimase qualche tempo a Nimega, ricevendo poi l'ordine di re Filippo II di Spagna di portarsi in Francia per assistere gli ugonotti contro i cattolici locali. Lasciò Nimega il 5 agosto dirigendosi a Spa (attuale Belgio) e lasciando a Nimega una guarnigione al comando di Francisco Verdugo. Maurizio fece di Nimega il proprio successivo obbiettivo.

## Nella cultura di massa
Il poeta inglese George Chapman che prese parte alla campagna sotto il comando di Vere scrisse una poesia riguardante l'assedio e la sconfitta del duca di Parma dal titolo Hymnus in Cynthiam, parte del volume The Shadow of Night.